# Championnat du Maroc de football de deuxième division 2013-2014
 (janvier 2015).
Navigation
Édition précédente Édition suivante
Le Championnat du Maroc de football D2 2013-2014 est la 58e édition du championnat du Maroc de football D2. Elle oppose 16 clubs regroupées au sein d'une poule unique où les équipes se rencontrent deux fois, à domicile et à l'extérieur. En fin de saison, les Deux derniers sont relégués et remplacés par les Deux meilleurs clubs de GNFA1, la troisième division marocaine.
La saison débute le samedi 21 septembre 2013.
Les deux premières places sont qualificatives à la Botola Pro 2014-2015.

## Les clubs de l'édition 2013-2014
Légende des couleurs
- Promu du GNF 1
- Relégué de GNFA 1